# Amphilophus macracanthus
Amphilophus macracanthus es una especie de peces de la familia Cichlidae en el orden de los Perciformes.

## Morfología
Los machos pueden llegar alcanzar los  25 cm de longitud total.

## Distribución geográfica
Se encuentra en  América Central: zona atlántico  desde el sur de México hasta El Salvador.  